# Lijst van arthouse horrorfilms
Dit is een lijst van arthouse horrorfilms, onderverdeeld per continent. Tussen haakjes staat de originele titel vermeld.

## Afrika
- Dust Devil

## Noord-Amerika
- Horror
- Desecration
- Begotten
- Shadow of the Vampire
- Martin
- Eraserhead
- The Addiction
- Jacob's Ladder
- Killers
- Bug
- No Telling
- Habit
- Wendingo
- The Brood
- Videodrome
- Dead Ringers
- Subconscious Cruelty
- Ascension
- A Cure for Wellness
- Suspiria (2018)

## Zuid-Amerika
- Santa Sangre

## Azië
- The Isle
- Sorum
- A Tale of Two Sisters (Janghwa, Hongryeon)
- Tetsuo
- Tetsuo II: Body Hammer
- Gemini (Sôseiji)
- Vital
- Haze
- Nightmare Detective (Akumu Tantei)
- Nightmare Detective 2 (Akumu Tantei 2)
- Ôdishon (Audition)
- Suicide Circle (Jisatsu Sakuru)
- Strange Circus (Kimyô Na Sâkasu)
- 964 Pinocchio
- Rubber's Lover
- Uzumaki

## Europa
- Les Yeux sans visage
- Repulsion
- The Tenant (Le Locataire)
- La Bête (The Beast)
- Baby Blood
- In My Skin (Dans Ma Peau)
- Sombre
- La Vie Nouvelle
- Cronos
- A Cure for Wellness
- El espinazo del diablo (The Devil's Backbone)
- In a Glass Cage (Tras El Cristal )
- Tesis
- Aftermath
- Genesis
- The Abandoned
- Angst
- Nekromantik
- Nekromantik II
- Possession
- Blood for Dracula
- Flesh for Frankenstein
- Profondo rosso (Deep Red)
- Suspiria (1977)
- Suspiria (2018)
- Inferno (1973)
- Inferno (1980)
- Inferno (1992)
- Inferno (Portugese film uit 1999)
- Inferno (2000)
- Dark Waters
- C'est arrivé près de chez vous (Man Bites Dog)
- Daughters of Darkness (Les Lèvres Rouges)
- Calvaire
- Vinyan
- Funny Games
- Epidemic
- Riget (The Kingdom)
- Next Door (Naboer)
- Singapore Sling
- Viy